# Bob Barr
Bob Barr (* 5. listopadu 1948, Iowa City) je americký politik.
V letech 1995 až 2003 byl členem Sněmovny reprezentantů za Republikánskou stranu, kde vystupoval jako kritik Clintonovy a posléze postupně i Bushovy administrativy. V roce 2006 vstoupil do Libertariánské strany. Za tuto stranu neúspěšně kandidoval v prezidentských volbách 2008.